# Soledad (telenovela peruana)
Soledad es una telenovela peruana producida por José Enrique Crousillat en el año 2001. Es una adaptación de la telenovela venezolana Querida mamá, original de la cubana Delia Fiallo. Es la última producción de la productora América Producciones.
Está protagonizada por los venezolanos Coraima Torres y Guillermo Pérez, y cuenta con las participaciones antagónicas de la primera actriz Lupita Ferrer, Renato Rossini, José Luis Ruiz y Fernando Vásquez.

## Argumento
Soledad Díaz Castillo (Coraima Torres) es una bella joven que vive con su viuda madre, Alma Castillo (María Cristina Lozada) y sus tres hermanos: Antonia (Karina Calmet), Fátima (Milagros Vidal) y Juan José "Juanjo" (Gabriel Anselmi) en un hogar humilde y conservador. Alma es una mujer bondadosa, recta y de sólidos principios morales que ha querido educar a sus hijos para que fueran personas de provecho, honestas y decentes. Soledad y sus hermanos, que sienten un gran cariño hacía su madre, deciden seguir sus consejos. De pronto a Soledad, los principios y los valores que le ha inculcado su madre se le vuelven en su contra cuando aparece en su vida Miguel Ángel Olivares (Guillermo Pérez), un joven millonario presidente de Beauty Corp, una empresa de publicidad donde Soledad consigue un trabajo como la secretaria de Miguel Ángel. Miguel Ángel está casado con Victoria Álvarez Calderón (Lupita Ferrer), una mujer varios años mayor que él, que tiene una verdadera obsesión con el dinero y la belleza, a quien Miguel Ángel no ama pero a quien Victoria ha conseguido mantener a su lado. Soledad se enamora de su jefe pero, a pesar de que el amor es correspondido, el hecho de que sea un hombre casado hace que Soledad vea ese amor imposible ya que al consumar ese amor traicionaría los principios y los valores que a ella le han inculcado, pero finalmente el amor puede más que ella y acepta convertirse en la amante de Miguel Ángel viviendo así una doble vida.

## Reparto

### Principales
- Coraima Torres como Soledad Díaz Castillo
- Guillermo Pérez como Miguel Ángel Olivares
- Lupita Ferrer como Victoria Álvarez Calderón
- María Cristina Lozada como Alma Castillo Vda. de Díaz
- Martha Figueroa como Susana Álvarez Calderón
- Javier Echevarría como Diego García Núñez
- Sergio Galliani como Susano «Machito» Guzmán
- María Angélica Vega como Charo Reyes
- Julián Legaspi como Emilio Zapata[2]
- Karina Calmet como Antonia Díaz Castillo[3]
- Renato Rossini como Jorge «Koki» Bustamante Álvarez-Calderón
- José Luis Ruiz como Marcos «El Conde»
- Bernie Paz como Leonardo «Leo» García Núñez
- Gabriel Anselmi como Juan José «Juanjo» Díaz Castillo
- Carlos Mesta como Federico «Fico» Méndez
- Haydeé Cáceres como Margarita Reyes
- Ana Cecilia Natteri como Socorro García Núñez
- Ernesto Cabrejos como Padre Suavino
- Carlos Tuccio
- Bárbara Cayo como Daniela Bustamante Álvarez-Calderón[4]
- Agustín Benítez
- Maricielo Effio como Teresa Muñoz
- Caroline Aguilar como Carmen Pérez
- Flor de María Andrade como Dolores Ruiz
- Silvana Arias como Lucía Reyes
- Mari Pili Barreda como Beatriz Aguilar
- María Inés Canales
- Solange Chrem
- Tatiana Espinoza como Coty de Guzmán
- Ramón García
- Gustavo Mayer como Gabriel Gonzáles
- Gonzalo Molina
- Natalia Montoya como Úrsula Chávez
- Ebelin Ortíz como La Caribeña
- Fernando Pasco
- Norka Ramírez como La China
- Mónica Rossi como Ana López
- Danae Saco Vértiz
- Johanna San Miguel como Delicia Morales
- Katherine Santillana
- Kathy Serrano
- Kareen Spano como Leslie
- Edith Tapia
- Luis Alberto Urrutia como Tavo
- Fernando Vásquez
- Milagros Vidal como Fátima Díaz Castillo
- Jean Pierre Vismara
- Delfina Paredes
- Sonia Oquendo como Laura Álvarez Calderón
- Ricardo Fernández como Aurelio García
- Marcelo Oxenford como Don Octavio Salazar
- Hernán Romero como Jorge Bustamante
- Teddy Guzmán como Eva Rodríguez

### Recurrentes e invitados especiales
- Natalia Streignard como Deborah Gutiérrez
- Fiorella Rodríguez
- Cécica Bernasconi
- Gonzalo Medina como Fausto
- Vanessa Saba como Rafaella Ferreti
- Eduardo Serrano como Gonzalo Ferreti
- Cecilia Brozovich como Miranda

## Versiones
- El canal venezolano Venevisión realiza la primera versión de esta telenovela. Debido a una ley que limitaba el número de episodios el argumento es inicialmente escrito para una telenovela corta que lleva por título Querida mamá (1982), protagonizada por Hilda Carrero y Eduardo Serrano. Debido al éxito de la telenovela se deja un final abierto con el asesinato sin resolver de Nora (personaje que interpreta la actriz Eva Blanco) y cuyo asesino no se descubriría hasta la emisión de la segunda parte, que finalmente nunca llega a realizarse.
- La productora estadounidense Capitalvision International Corporation, con la colaboración de Televisión Española realiza en el año 1992 una versión de esta telenovela titulada Marielena, protagonizada por Lucía Méndez, Eduardo Yáñez y Zully Montero. En esta versión ya se le añade el argumento de la segunda parte contando la historia completa.[5]